# Péter boszniai püspök
Péter († 1333. december 8. körül) magyar katolikus főpap.

## Élete
Domonkos-rendi szerzetes. Károly Róbert gyóntatója és szentszéki követe volt, amikor XXII. János pápa 1317. július 4-én kinevezte boszniai püspöknek. 1318-ban részt vett a kalocsai zsinaton.

## Megjegyzés
A Magyar Archontológiában 1333. december 8-áig, haláláig(?) említik püspökként.